# Захарин Илиев
Захарин Атанасов Илиев е български офицер, генерал-лейтенант.

## Биография
Роден е на 26 декември 1940 година в горноджумайското село Склаве. Завършва Висшето военно училище във Велико Търново. През 1973 г. е привлечен за агент към III управление на Държавна сигурност с псевдоним „Божилов“. През 1979 г. е снет от действащия оперативен отчет. В периода 2 декември 1994 – 2 юли 1996 г. е командващ Сухопътните войски на Република България. На 26 юни 1996 г. е освободен от длъжността командващ Сухопътните войски на Българската армия и назначен за първи заместник-началник на Генералния щаб на българската армия. На 11 април 2000 г. е освободен от длъжността първи заместник-началник на Генералния щаб на Българската армия и назначен за заместник-началник на Генералния щаб на Българската армия по операциите. На 7 юли 2000 г. е удостоен с висше военно звание генерал-лейтенант, освободен от длъжността заместник-началник на Генералния щаб на Българската армия по операциите и от кадрова военна служба. Почетен член е на Асоциация на Сухопътните войски на България.

## Военни звания
- Генерал-лейтенант (1995)
- Генерал-лейтенант (7 юли 2000), три звезди